# Neomitranthes obtusa
Neomitranthes obtusa är en myrtenväxtart som beskrevs av Marcos Sobral och Zambom. Neomitranthes obtusa ingår i släktet Neomitranthes och familjen myrtenväxter. Inga underarter finns listade i Catalogue of Life.